# Tennessee State Route 2
La Tennessee State Route 2 è un'autostrada a carattere statale che va da est ad ovest nello stato statunitense del Tennessee ed è lunga 317 km (197 mi). L'inizio è nella Contea di Loudon e la fine nella Contea di Rutherford.
Corre a nord-est dalla Contea di Ludon a Chattanooga e poi a sud-est da lì fino alla Contea di Rutherford. Poiché quasi tutta l'autostrada è coperta dalle U.S. Route, la designazione “Tennessee State Route 2” è raramente utilizzata; l'unica eccezione è dove una piccola porzione parallela alla Interstate 24 vicino a Kimball è stata rimossa dal sistema autostradale statunitense; tuttavia l'autostrada esiste ancora ed è in uso.